# Svenska mästerskapen i friidrott 2025
Svenska mästerskapen i friidrott 2025 är de 130:e svenska mästerskapen, med följande deltävlingar:
- SM 100 km landsväg / 24-timmarslöpning den 26 till 27 april i Växjö; arrangör Växjö LK
- SM gång 20 km/35 km den 26 april i Växjö; arrangör Växjö LK
- SM traillöpning den 10 maj i Skövde; arrangör Billinge X-Trail SC
- SM halvmaraton den 10 maj i Stockholm; arrangör FK Studenterna
- SM stafett den 24 till 25 maj på Arosvallen, Västerås; arrangör Västerås FK
- SM maraton, som en del av Stockholm Marathon, den 31 maj i Stockholm; arrangörer Hässelby SK och Spårvägens FK
- SM gång väg den 14 juni i Tibro; arrangör Tibro AIK
- Stora SM (Friidrotts-SM) den 31 juli till 3 augusti på Sola Arena, Karlstad; arrangör IF Göta Karlstad. Gångtävlingarna och 10 000 meter avgjordes den 31 juli i Kil.

## Medaljörer

### Herrar

#### Gång- och löpgrenar
| Gren               | Guld              | Guld                                                                   | Guld                        | Silver              | Silver                                                    | Silver              | Brons                   | Brons                                                        | Brons           |
| 100 meter          | Henrik Larsson    | IF Göta Karlstad                                                       | 10,22                       | Zion Eriksson       | Falu IK                                                   | 10,43 0SB0          | Jean-Christian Zirignon | IFK Lidingö                                                  | 10,46 0=SB0     |
| 200 meter          | Henrik Larsson    | IF Göta Karlstad                                                       | 20,71                       | Zion Eriksson       | Falu IK                                                   | 21,03               | Linus Pihl              | IK Lerum FI                                                  | 21,22           |
| 400 meter          | David Thid        | Spårvägens FK                                                          | 47,00 0PB0                  | Kasper Kadestål     | Malmö AI                                                  | 47,11 0SB0          | Marcus Tornée           | Örgryte IS                                                   | 47,62           |
| 800 meter          | Andreas Kramer    | Djurgårdens IF                                                         | 1.45,14 0MR0                | Yared Kidane        | Eskilstuna FI                                             | 1.46,94             | Benjamin Åberg          | Hälle IF                                                     | 1.49,48         |
| 1 500 meter        | Samuel Pihlström  | Hälle IF                                                               | 3.39,15                     | Sebastian Lörstad   | IFK Lidingö                                               | 3.44,38 0PB0, NU18R | Erik Nederheim          | Täby IS                                                      | 3.44,57 0PB0    |
| 5 000 meter        | Jonathan Grahn    | Mölndals AIK                                                           | 14.01,35                    | Emil Danielsson     | Spårvägens FK                                             | 14.02,42            | Abel Yemane             | Turebergs FK                                                 | 14.16,37 0SB0   |
| 10 000 meter       | Andreas Almgren   | Turebergs FK                                                           | 28.53,49 0SB0               | Meron Goitom        | Turebergs FK                                              | 29.09,64 0PB0       | Yohannes Kiflay         | Hässelby SK                                                  | 29.10,41 0PB0   |
| Halvmaraton        | Samuel Russom     | Hässelby SK                                                            | 1:02.56 0SB0                | Samuel Tsegay       | Örgryte IS                                                | 1:02.57 0SB0        | Mohammadreza Abootorabi | Spårvägens FK                                                | 1:04.52 0SB0    |
| Maraton            | Samuel Russom     | Hässelby SK                                                            | 2:16.39 0SB0                | Kristofer Låås      | Keep Up RC                                                | 2:16.54 0SB0        | Linus Rosdahl           | Hässelby SK                                                  | 2:17.12 0SB0    |
| 10 km landsväg     |                   |                                                                        |                             |                     |                                                           |                     |                         |                                                              |                 |
| 100 km landsväg    | Anton Gustafsson  | Hälle IF                                                               | 6:28.04 0PB0                | Christian Malmström | T Blekinge LF                                             | 6:51.17 0PB0, NR45  | Alfons Enell            | IK Akele                                                     | 6:55.01 0PB0    |
| 4 km terräng       |                   |                                                                        |                             |                     |                                                           |                     |                         |                                                              |                 |
| 10 km terräng      |                   |                                                                        |                             |                     |                                                           |                     |                         |                                                              |                 |
| 4 km terräng lag   |                   |                                                                        |                             |                     |                                                           |                     |                         |                                                              |                 |
| 10 km terräng lag  |                   |                                                                        |                             |                     |                                                           |                     |                         |                                                              |                 |
| 35 km traillöpning | Martin Nilsson    | IFK Umeå                                                               | 2:16.11                     | Linus Hultegård     | Sävedalens AIK                                            | 2:22.08             | Oscar Claesson          | IKHP Huskvarna                                               | 2:22.40         |
| Traillöpning lag   | IFK Växjö         | Gustav Runefors Simon Bloss Lukas Elmgren                              | 43 p                        | Hälle IF            | Anton Gustafsson Patrik Lindegårdh Erik Framme            | 56 p                | IKHP Huskvarna          | Oscar Claesson Jimmy Iby Gustav Westeson                     | 66 p            |
| 3 000 meter hinder | Vidar Johansson   | Ullevi FK                                                              | 8.27,96                     | Simon Sundström     | Djurgårdens IF                                            | 8.28,34             | Leo Magnusson           | Sävedalens AIK                                               | 8.35,48         |
| 110 meter häck     | Hampus Widlund    | IFK Växjö                                                              | 14,07 0SB0                  | Ludvig All          | Täby IS                                                   | 14,13               | Malte Fuchs Edberg      | IFK Lidingö                                                  | 14,47           |
| 400 meter häck     | Oskar Edlund      | Täby IS                                                                | 48,92 0MR0, 0SB0            | Rasmus Arnell       | IFK Göteborg                                              | 52,64 0PB0          | Albin Hagstedt          | Örgryte IS                                                   | 52,82 0PB0      |
| 4 × 100 meter      | IFK Lidingö       | Filip Olsson Jean-Christian Zirignon Simon Martinsson Desmond Rogo     | 40,22                       | Malmö AI            | Nino Kusljic Noah Karlberg Ivano Bevanda Erik Erlandsson  | 40,29               | Hammarby IF             | Casper Gustafsson Alexander Pilgrim Jonatan Borg Viktor Wall | 40,60           |
| 4 × 400 meter      | Malmö AI          | Nick Ekelund-Arenander Erik Erlandsson Jeroen Persson William Trulsson | 3.08,78                     | Örgryte IS          | Marcus Tornée Albin Hagstedt Samuel Wiik Carl Bengtström  | 3.11,60             | Hässelby SK             | Carl af Forselles Gustav Gahne Habtom Asgede Edvin Hagberg   | 3.12,63         |
| 4 × 800 meter      | Mölndals AIK      | Alexander Nilsson Victor Wahlgren Kevin Bodén Jonathan Grahn           | 7.35,30                     | Hässelby SK         | Axel Djurberg Edvin Hagberg Yohannes Kiflay Habtom Asgede | 7.36,78             | Örgryte IS              | Awet Mengsteab Jakob Zäll Chris Gray Felix Francois          | 7.37,45         |
| 4 × 1 500 meter    | Spårvägens FK     | Daniel Gleimar Abdelfath Yassin Oliver Löfqvist Emil Danielsson        | 16.04,16                    | Hässelby SK         | Elmar Engholm Emil Blomberg Axel Djurberg Yohannes Kiflay | 16.12,14            | IFK Lidingö             | Olof Silvander Sebastian Lörstad Jacob Klinth Karl Ottfalk   | 16.12,89        |
| Gång 10 000 m      | Perseus Karlström | Eskilstuna FI                                                          | 39.54,56 0SB0               | Hampus Otterborg    | T Ultrasweden LK                                          | 44.01,45 0PB0       | Birger Fält             | Mälarhöjdens IK                                              | 52.36,96 0SB0   |
| Gång 20 km         | Hampus Otterborg  | T Ultrasweden LK                                                       | 1:38.07 0PB0                | Christer Svensson   | Växjö AIS                                                 | 1:58.13             | Birger Fält             | Mälarhöjdens IK                                              | 2:01.39 0SB0    |
| Gång 35 km         | Hampus Otterborg  | T Ultrasweden LK                                                       | 3:01.15 0PB0                | Fredrik Svensson    | Växjö AIS                                                 | 3:29.11 0SB0        | Christer Svensson       | Växjö AIS                                                    | 3:51.30 0SB0    |
| 24-timmarslöpning  | Elov Olsson       | Ockelbo SK                                                             | 284,669 km 0MR0, 0PB0, 0NR0 | Mikael Gottberg     | IF Kville                                                 | 260,638 km 0PB0     | Torbjörn Gyllebring     | Umara SC                                                     | 257,854 km 0SB0 |

#### Teknikgrenar
| Gren          | Guld              | Guld          | Guld         | Silver           | Silver         | Silver       | Brons            | Brons         | Brons        |
| Höjdhopp      | Melwin Lycke Holm | Kils AIK      | 2,14 m       | Fabian Delryd    | Täby IS        | 2,11 m       | Oskar Lundqvist  | Upsala IF     | 2,08 m 0SB0  |
| Stavhopp      | William Asker     | Örgryte IS    | 5,50 m       | Oliver Sandberg  | Huddinge AIS   | 5,19 m       | Viktor Rahm      | Västerås FK   | 5,19 m 0SB0  |
| Längdhopp     | Thobias Montler   | Malmö AI      | 8,16 m w     | Elias Kapell     | Hammarby IF    | 7,75 m       | Victor Törnström | Danderyds SK  | 7,53 m w     |
| Tresteg       | Gabriel Wallmark  | Örgryte IS    | 16,18 m w    | Jesper Hellström | Hässelby SK    | 16,03 m w    | Oskar Weidenholm | Mölndals AIK  | 15,41 m w    |
| Kulstötning   | Wictor Petersson  | Malmö AI      | 20,90 m 0MR0 | Jesper Arbinge   | Spårvägens FK  | 19,35 m      | Leo Zikovic      | Örgryte IS    | 19,08 m      |
| Diskus        | Daniel Ståhl      | Spårvägens FK | 68,83 m      | Wictor Petersson | Malmö AI       | 58,27 m 0PB0 | Simon Pettersson | Upsala IF     | 57,34 m 0SB0 |
| Släggkastning | Ragnar Carlsson   | Hässelby SK   | 75,61 m      | Hugo Sörby       | Upsala IF      | 66,61 m      | Albin Silén      | Strands IF    | 65,67 m      |
| Spjutkastning | Jakob Samuelsson  | Hässelby SK   | 76,28 m 0SB0 | Jakob Rahm       | Sävedalens AIK | 73,28 m      | Theodor Thor     | Eskilstuna FI | 66,78 m      |

#### Övrigt
| Gren    | Guld       | Guld    | Guld    | Silver          | Silver      | Silver       | Brons              | Brons     | Brons        |
| Tiokamp | Emil Uhlin | Falu IK | 7 575 p | Jacob Thelander | Ljungby FIK | 7 552 p 0PB0 | Andreas Gustafsson | Upsala IF | 7 008 p 0SB0 |

### Damer

#### Gång- och löpgrenar
| Gren               | Guld                | Guld                                                                     | Guld                  | Silver               | Silver                                                     | Silver          | Brons                   | Brons                                                      | Brons               |
| 100 meter          | Julia Henriksson    | Malmö AI                                                                 | 11,33                 | Nora Lindahl         | Hässelby SK                                                | 11,50 0PB0      | Nellie Wartanian        | IFK Umeå                                                   | 11,71               |
| 200 meter          | Julia Henriksson    | Malmö AI                                                                 | 22,81 0MR0            | Nora Lindahl         | Hässelby SK                                                | 22,95           | Jamilia Bernhardsson    | Kalmar SK                                                  | 23,37 0PB0          |
| 400 meter          | Elna Wester         | Örgryte IS                                                               | 52,55                 | Marie Kimumba        | Spårvägens FK                                              | 53,72           | Josephine Risberg Thoor | Malmö AI                                                   | 53,96               |
| 800 meter          | Wilma Nielsen       | Örgryte IS                                                               | 2.02,58 0SB0          | Alice Magnell Millán | Tjalve FIF                                                 | 2.02,85 0PB0    | Julia Nielsen           | Hässelby SK                                                | 2.03,07 0SB0        |
| 1 500 meter        | Vera Sjöberg        | Täby IS                                                                  | 4.05,09 0MR0, 0PB0    | Wilma Nielsen        | Örgryte IS                                                 | 4.05,34 0PB0    | Mia Barnett             | Hälle IF                                                   | 4.05,39 0PB0, NU23R |
| 5 000 meter        | Vera Sjöberg        | Täby IS                                                                  | 15.25,80 0MR0, 0PB0   | Liv Dinis            | Hälle IF                                                   | 15.54,83 0PB0   | Evelina Henriksson      | IFK Umeå                                                   | 15.59,42            |
| 10 000 meter       | Evelina Henriksson  | IFK Umeå                                                                 | 33.26,55 0PB0         | Carolina Johnson     | Linköpings GIF                                             | 33.47,70 0PB0   | Ebba Broms              | Spårvägens FK                                              | 35.03,50 0PB0       |
| Halvmaraton        | Evelina Henriksson  | IFK Umeå                                                                 | 1:12.02 0PB0          | Wilma Modig          | IF Göta Karlstad                                           | 1:12.25 0PB0    | Hanna Lindholm          | Eskilstuna FI                                              | 1:13.37 0SB0        |
| Maraton            | Wilma Modig         | IF Göta Karlstad                                                         | 2:36.03 0PB0          | Samrawit Mengsteab   | Örgryte IS                                                 | 2:38.46         | Hanna Lindholm          | Eskilstuna FI                                              | 2:39.22 0SB0        |
| 10 km landsväg     |                     |                                                                          |                       |                      |                                                            |                 |                         |                                                            |                     |
| 100 km landsväg    | Hanna Aho           | Navåsens FK                                                              | 7:31.51 0MR0, 0PB0    | Madeleine Lundell    | Vänersborgs AIK                                            | 7:41.24 0PB0    | Kajsa Berg              | Enhörna IF                                                 | 7:46.06 0SB0, NR45  |
| 4 km terräng       |                     |                                                                          |                       |                      |                                                            |                 |                         |                                                            |                     |
| 10 km terräng      |                     |                                                                          |                       |                      |                                                            |                 |                         |                                                            |                     |
| 4 km terräng lag   |                     |                                                                          |                       |                      |                                                            |                 |                         |                                                            |                     |
| 10 km terräng lag  |                     |                                                                          |                       |                      |                                                            |                 |                         |                                                            |                     |
| 35 km traillöpning | Agnes Josefsson     | Vallentuna FK                                                            | 2:45.15               | Louise Jernberg      | IF Mantra Sport                                            | 2:51.39         | Ida Nilsson             | Högby IF                                                   | 2:52.14             |
| 3 000 meter hinder | Linn Söderholm      | Sävedalens AIK                                                           | 9.55,94               | Ebba Cronholm        | Ljungby FIK                                                | 9.57,08         | Julia Samuelsson        | Högby IF                                                   | 10.03,08 0SB0       |
| 100 meter häck     | Maja Maunsbach      | IFK Lund                                                                 | 13,17                 | Julia Wennersten     | IK Ymer                                                    | 13,37           | Julia Håkansson         | Hässelby SK                                                | 13,66 0PB0          |
| 400 meter häck     | Moa Granat          | Turebergs FK                                                             | 56,66                 | Tilde Bjerager       | IFK Växjö                                                  | 58,45           | Linnéa Frobe            | Täby IS                                                    | 59,47               |
| 4 × 100 meter      | Malmö AI            | Ellinor Wennolf Nikki Anderberg Josephine Risberg Thoor Julia Henriksson | 44,53                 | Hässelby SK          | Amanda Hansson Johanna Pihl Olivia Pihl Emilia Hammarström | 46,44           | Hammarby IF             | Karin Bengtsson Esther Sahlqvist Lii Jabbour Agnes Jansson | 47,05               |
| 4 × 400 meter      | Malmö AI            | Felicia Ascard Josephine Risberg Thoor Elin Pihlström Julia Henriksson   | 3.44,85               | Spårvägens FK        | Hanna Enlund Hanne Karlsson Josefin Heier Jonna Claesson   | 3.46,12         | Upsala IF               | Agnes Bergström Ebba Svantesson Tyra Landin Klara Helander | 3.46,86             |
| 4 × 800 meter      | Spårvägens FK       | Josefin Heier Anastasia Nilsson Fanny Szalkai Carmen Cernjul             | 8.52,7                | Hälle IF             | Lova Perman Hanna Strand Ida Kraft Liv Dinis               | 9.03,1          | Täby IS                 | Ottilia Alvarsson Lovisa Linde Elsa Lennartsson Maja Sund  | 9.15,3              |
| 3 × 1 500 meter    | Spårvägens FK       | Frederica Richards Fanny Szalkai Carmen Cernjul                          | 13.14,58              | Hälle IF             | Liv Dinis Ida Kraft Hanna Strand                           | 13.35,21        | Upsala IF               | My Rundgren Lina Garbell Molly Törnqvist                   | 14.26,50            |
| Gång 5000 m        | Monica Svensson     | Växjö AIS                                                                | 24.41,13 0SB0         | Eleonora Olsmats     | Umara SC                                                   | 25.44,88 0PB0   | Nashieli Karlström      | Eskilstuna FI                                              | 30.22,03 0SB0       |
| Gång 10 km         | Eleonora Olsmats    | Umara SC                                                                 | 1:02.04 0SB0          | Nashieli Karlström   | Eskilstuna FI                                              | 1:03.06 0SB0    | Lisa Ring               | IK Akele                                                   | 1:21.33 0PB0        |
| Gång 20 km         | Monica Svensson     | Växjö AIS                                                                | 1:42.28 0SB0          | Orvokki Danielsson   | Uppsala Survival IF                                        | 3:42.43 0PB0    | Ingen medaljör          | Ingen medaljör                                             | Ingen medaljör      |
| 24-timmarslöpning  | Therese Fredriksson | Borås LK                                                                 | 241,658 km 0MR0, 0PB0 | Hanna Bergwall       | Hammarby IF                                                | 241,269 km 0PB0 | Madeleine Wennberg      | Umara SC                                                   | 237,172 km 0PB0     |

#### Teknikgrenar
| Gren          | Guld                  | Guld             | Guld         | Silver               | Silver           | Silver      | Brons             | Brons            | Brons        |
| Höjdhopp      | Engla Nilsson         | Örgryte IS       | 1,90 m       | Ellen Ekholm         | Ullevi FK        | 1,90 m 0PB0 | Louise Ekman      | Gefle IF         | 1,86 m 0=PB0 |
| Stavhopp      | Kajsa Roth            | IFK Göteborg     | 4,26 m       | Ellen Olsson         | Hässelby SK      | 4,21 m 0SB0 | Sandra Alvero     | IFK Växjö        | 4,14 m       |
| Längdhopp     | Ayla Hallberg Hossain | Turebergs FK     | 6,56 m w     | Khaddi Sagnia        | IF Göta Karlstad | 6,55 m      | Maja Åskag        | Råby-Rekarne FIF | 6,54 m       |
| Tresteg       | Maja Åskag            | Råby-Rekarne FIF | 14,07 m      | Emilia Sjöstrand     | Hellas FK        | 13,83 m     | Fatima Koné       | Mölndals AIK     | 13,25 m 0PB0 |
| Kulstötning   | Fanny Roos            | Malmö AI         | 19,36 m 0MR0 | Axelina Johansson    | Hässelby SK      | 18,24 m     | Sara Lennman      | Spårvägens FK    | 17,88 m      |
| Diskus        | Vanessa Kamga         | Hässelby SK      | 61,36 m      | Caisa-Marie Lindfors | Upsala IF        | 60,23 m     | Mathilda Eriksson | Malmö AI         | 57,42 m      |
| Släggkastning | Rebecka Hallerth      | Spårvägens FK    | 67,68 m      | Grete Ahlberg        | Hammarby IF      | 67,58 m     | Thea Löfman       | Malmö AI         | 67,48 m      |
| Spjutkastning | Beatrice Lantz        | Hässelby SK      | 54,14 m      | Matilda Elfgaard     | IFK Växjö        | 52,64 m     | Amanda Olsson     | Säffle FIK       | 51,38 m 0SB0 |

#### Övrigt
| Gren    | Guld        | Guld      | Guld    | Silver          | Silver   | Silver  | Brons          | Brons     | Brons   |
| Sjukamp | Erika Wärff | IFK Växjö | 5 947 p | Lovisa Karlsson | Högby IF | 5 758 p | Doris Theander | IFK Växjö | 5 367 p |

### Para

#### Herrar

##### Löpgrenar
| Gren                   | Guld              | Guld           | Guld                | Silver                | Silver              | Silver         | Brons            | Brons               | Brons          |
| 100 meter (S12)        | Tobias Jonsson    | Bollnäs FIK    | 12,12               | Ingen medaljör        | Ingen medaljör      | Ingen medaljör | Ingen medaljör   | Ingen medaljör      | Ingen medaljör |
| 100 meter (I-20)       | Joel Reinholdsson | Umedalens IF   | 11,50               | Viktor Åberg          | Kongahälla AIK      | 13,13          | Viggo Danielsson | Umedalens IF        | 13,55 0PB0     |
| 100 meter (R-rullstol) | Karam Samuel      | Västerås FK    | 19,22 0PB0          | Jonathan Thorsell     | Enköpings AI        | 19,80 0PB0     | Ingen medaljör   | Ingen medaljör      | Ingen medaljör |
| 100 meter (R-stående)  | Carl Ekberg       | Sävedalens AIK | 13,08 0PB0          | Albin Janderberg      | Västerås FK         | 16,20 0PB0     | Ingen medaljör   | Ingen medaljör      | Ingen medaljör |
| 100 meter (R-72)       | Axel Colling      | Västerås FK    | 18,44 0PB0, 0NR0    | Gustav Tegnelund      | Karlskoga Friidrott | 20,64 0SB0     | Pontus Stålfors  | Upsala IF           | 21,36 0SB0     |
| 200 meter (R-72)       | Axel Colling      | Västerås FK    | 37,68 w             | Wiktor Hanssen        | Råby-Rekarne FIF    | 42,43 w        | Gustav Tegnelund | Karlskoga Friidrott | 44,77 w        |
| 400 meter (I-20)       | Joel Reinholdsson | Umedalens IF   | 55,71 0SB0          | Alexander Lilliesköld | Sollefteå GIF       | 57,52          | Viggo Danielsson | Umedalens IF        | 1.07,62 0SB0   |
| 400 meter (R-stående)  | Albin Janderberg  | Västerås FK    | 1.17,38 0PB0        | Ingen medaljör        | Ingen medaljör      | Ingen medaljör | Ingen medaljör   | Ingen medaljör      | Ingen medaljör |
| 400 meter (R-rullstol) | Karam Samuel      | Västerås FK    | 1.13,29 0PB0        | Jonathan Thorsell     | Enköpings AI        | 1.17,29 0PB0   | Ingen medaljör   | Ingen medaljör      | Ingen medaljör |
| 800 meter (R-72)       | Pontus Stålfors   | Upsala IF      | 3.24,96 0PB0        | Wiktor Hanssen        | Råby-Rekarne FIF    | 3.33,62        | Ingen medaljör   | Ingen medaljör      | Ingen medaljör |
| 800 meter (R-rullstol) | Karam Samuel      | Västerås FK    | 2.42,66 0PB0        | Ingen medaljör        | Ingen medaljör      | Ingen medaljör | Ingen medaljör   | Ingen medaljör      | Ingen medaljör |
| 1 500 meter (I-20)     | Adam Hellgren     | Tjalve FIF     | 5.00,46             | Yavar Biranvand       | Västerås FK         | 5.14,75 0PB0   | Ingen medaljör   | Ingen medaljör      | Ingen medaljör |
| 5 000 meter (I-20)     | Adam Hellgren     | Tjalve FIF     | 16.05,68 0PB0, 0NR0 | Martin Jansson        | Rehns BK            | 17.04,84 0SB0  | Victor Häggh     | Enhörna IF          | 17.32,93 0SB0  |
| Halvmaraton            | Adam Hellgren     | Tjalve FIF     | 1:14.31 0PB0        | Martin Jansson        | Rehns BK            | 1:17.56 0PB0   | Victor Häggh     | Enhörna IF          | 1:18.22 0PB0   |
| R-Stående Halvmaraton  | David Gunnarson   | IKHP Huskvarna | 1:22.12 0PB0        | Ingen medaljör        | Ingen medaljör      | Ingen medaljör | Ingen medaljör   | Ingen medaljör      | Ingen medaljör |

##### Teknikgrenar
| Gren                      | Guld                  | Guld           | Guld         | Silver         | Silver           | Silver         | Brons            | Brons          | Brons          |
| Höjdhopp (I-20)           | Alexander Lilliesköld | Sollefteå GIF  | 1,54 m       | Viktor Åberg   | Kongahälla AIK   | 1,46 m 0SB0    | Ingen medaljör   | Ingen medaljör | Ingen medaljör |
| Längdhopp (S12)           | Tobias Jonsson        | Bollnäs FIK    | 6,39 0SB0    | Ingen medaljör | Ingen medaljör   | Ingen medaljör | Ingen medaljör   | Ingen medaljör | Ingen medaljör |
| Längdhopp (I-20)          | Joel Reinholdsson     | Umedalens IF   | 5,51 m 0PB0  | Viktor Åberg   | Kongahälla AIK   | 5,07 m         | Viggo Danielsson | Umedalens IF   | 4,39 m         |
| Längdhopp (R-stående)     | Albin Janderberg      | Västerås FK    | 3,51 m 0SB0  | Ingen medaljör | Ingen medaljör   | Ingen medaljör | Ingen medaljör   | Ingen medaljör | Ingen medaljör |
| Längdhopp (I-20)          | Joel Reinholdsson     | Umedalens IF   | 5,51 m 0PB0  | Viktor Åberg   | Kongahälla AIK   | 5,07 m         | Viggo Danielsson | Umedalens IF   | 4,39 m         |
| Kulstötning (I-20)        | Viggo Danielsson      | Umedalens IF   | 6,74 m 0PB0  | Filip Larsson  | IF Göta Karlstad | 4,06 m 0PB0    | Ingen medaljör   | Ingen medaljör | Ingen medaljör |
| Diskus (R-stående)        | Carl Ekberg           | Sävedalens AIK | 27,23 m      | Ingen medaljör | Ingen medaljör   | Ingen medaljör | Ingen medaljör   | Ingen medaljör | Ingen medaljör |
| Spjutkastning (I-20)      | Alexander Lilliesköld | Sollefteå GIF  | 34,22 m 0PB0 | Ingen medaljör | Ingen medaljör   | Ingen medaljör | Ingen medaljör   | Ingen medaljör | Ingen medaljör |
| Spjutkastning (R-stående) | Carl Ekberg           | Sävedalens AIK | 35,66 m 0SB0 | Ingen medaljör | Ingen medaljör   | Ingen medaljör | Ingen medaljör   | Ingen medaljör | Ingen medaljör |

#### Damer

##### Löpgrenar
| Gren                    | Guld             | Guld                | Guld             | Silver           | Silver         | Silver         | Brons            | Brons             | Brons          |
| 100 meter (I-20)        | Lina Hedberg     | Rehns BK            | 14,65 0PB0       | Nyakuan Kang Gai | Eskilstuna FI  | 14,93 0PB0     | Filippa Ivarsson | KFUM Kristianstad | 14,94 0PB0     |
| 100 meter (R-stående)   | Ellen Westling   | Falu IK             | 17,08            | Ingen medaljör   | Ingen medaljör | Ingen medaljör | Ingen medaljör   | Ingen medaljör    | Ingen medaljör |
| 100 meter (R-71)        | Marika Vaihinger | Karlskoga Friidrott | 29,13 0PB0       | Ingen medaljör   | Ingen medaljör | Ingen medaljör | Ingen medaljör   | Ingen medaljör    | Ingen medaljör |
| 100 meter (R-72)        | Julia Hedenström | Norrbacka HIF       | 21,94 0PB0, 0NR0 | Marie Lander     | Heleneholms IF | 23,22 0SB0     | Monique Eriksson | 3 V HIF           | 23,55 0SB0     |
| 200 meter (R-71)        | Marika Vaihinger | Karlskoga Friidrott | 1.01,15 w        | Ingen medaljör   | Ingen medaljör | Ingen medaljör | Ingen medaljör   | Ingen medaljör    | Ingen medaljör |
| 200 meter (R-72)        | Marie Lander     | Heleneholms IF      | 45,75 w          | Julia Hedenström | Norrbacka HIF  | 45,79 w        | Ingen medaljör   | Ingen medaljör    | Ingen medaljör |
| 400 meter (I-20)        | Lina Hedberg     | Rehns BK            | 1.10,27 0PB0     | Nyakuan Kang Gai | Eskilstuna FI  | 1.19,06        | Filippa Ivarsson | KFUM Kristianstad | 1.22,55 0PB0   |
| 800 meter (R-72)        | Marie Lander     | Heleneholms IF      | 3.33,33 0PB0     | Julia Hedenström | Norrbacka HIF  | 3.36,82        | Monique Eriksson | 3 V HIF           | 4.43,21 0PB0   |
| 1 500 meter (I-20)      | Sara Nyström     | LK Roslagen         | 6.17,60 0SB0     | Ingen medaljör   | Ingen medaljör | Ingen medaljör | Ingen medaljör   | Ingen medaljör    | Ingen medaljör |
| 1 500 meter (R-stående) | Karin Petersson  | IK Ymer             | 6.59,73 0SB0     | Ingen medaljör   | Ingen medaljör | Ingen medaljör | Ingen medaljör   | Ingen medaljör    | Ingen medaljör |
| 5 000 meter (I-20)      | Sara Nyström     | LK Roslagen         | 22.17,45 0PB0    | Ingen medaljör   | Ingen medaljör | Ingen medaljör | Ingen medaljör   | Ingen medaljör    | Ingen medaljör |

##### Teknikgrenar
| Gren                  | Guld             | Guld              | Guld         | Silver            | Silver         | Silver         | Brons            | Brons          | Brons          |
| Längdhopp (I-20)      | Filippa Ivarsson | KFUM Kristianstad | 3,88 m       | Stephanie Ydström | IFK Växjö      | 3,87 m 0SB0    | Nyakuan Kang Gai | Eskilstuna FI  | 3,54 m 0PB0    |
| Längdhopp (R-stående) | Ellen Westling   | Falu IK           | 3,39 m 0PB0  | Ingen medaljör    | Ingen medaljör | Ingen medaljör | Ingen medaljör   | Ingen medaljör | Ingen medaljör |
| Kulstötning (I-20)    | Nyakuan Kang Gai | Eskilstuna FI     | 8,34 m 0PB0  | Stephanie Ydström | IFK Växjö      | 5,81 m 0PB0    | Lina Hedberg     | Rehns BK       | 5,47 m 0PB0    |
| Spjutkastning (I-20)  | Filippa Ivarsson | KFUM Kristianstad | 18,45 m 0SB0 | Ingen medaljör    | Ingen medaljör | Ingen medaljör | Ingen medaljör   | Ingen medaljör | Ingen medaljör |